# Giovanni Battista Bregno
Giovanni Battista Bregno (Osteno, XV secolo – Venezia, 1523) è stato uno scultore e architetto italiano attivo prevalentemente nella Repubblica di Venezia.

## Biografia

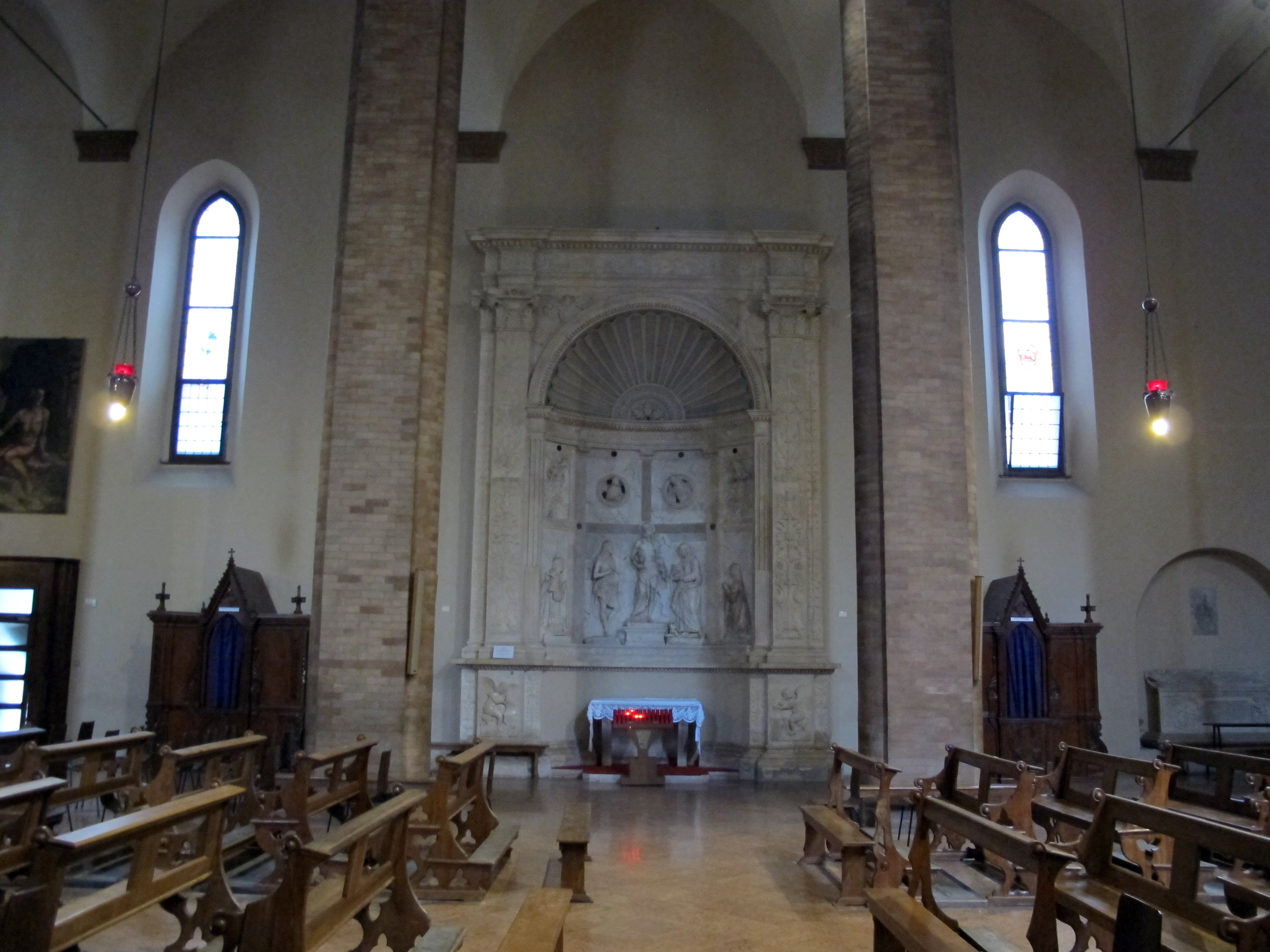
Altare del corpus domini nel duomo di Cesena

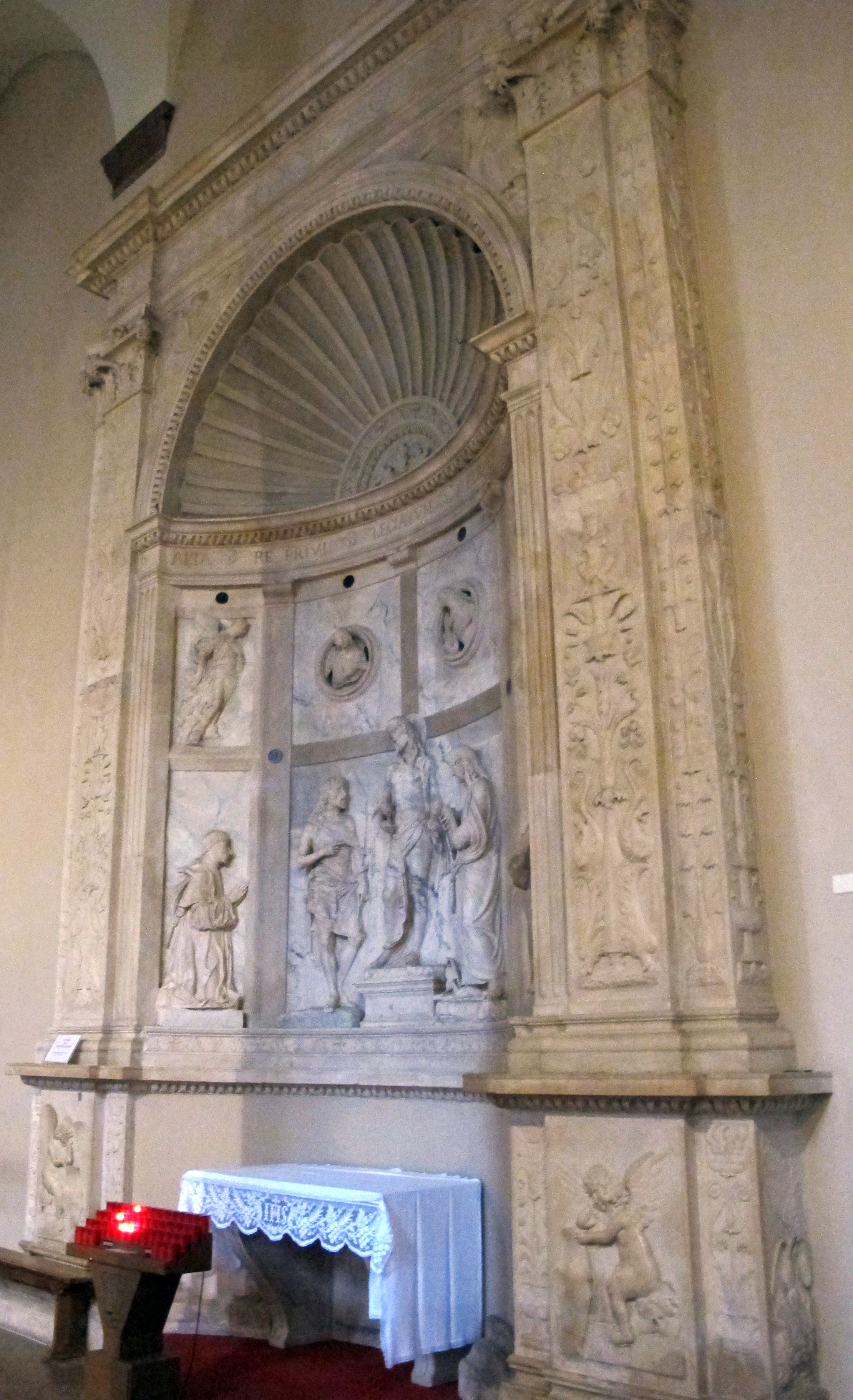
Altare del corpus domini nel duomo di Cesena

Giovan Battista Bregno appartenne alla famiglia dei Bregno originari di Osteno, una località presso il lago di Lugano; della sua famiglia si possono ricordare il padre Alberto e il fratello Lorenzo, con cui collaborò per tutta la sua carriera in unica bottega a Venezia, sino al 1523, anno della sua morte.
Le documentazioni storiche nel 1502 informano che Bregno ottenne l'incarico di realizzare uno dei bassorilievi con i Miracoli di sant'Antonio, per la cappella dell'arca del Santo nella basilica di Sant'Antonio di Padova.
Sempre a Padova, l'anno successivo lavorò per una figura di Profeta eseguita su modello di Giovanni Alinello, per la stessa cappella.
L'attività più nota del Bregno, sempre con la collaborazione del fratello Lorenzo, riguarda la cappella del Santissimo nel duomo di Treviso, dove si impegnò fino al 1510, realizzando le statue di San Pietro e di Due Angeli oltre al Redentore ora nel vestibolo della cappella dell'Annunziata (1506). Nel 1510 gli fu affidato tutto il lavoro concernente l'altare e il pavimento, distrutto nel Seicento.
I lavori effettuati per il duomo di Treviso furono realizzati nella bottega veneziana, anche perché nel 1505, Bregno fu attivo per costruire, insieme con Sebastiano Mariani da Lugano, uno dei camini dell'appartamento del doge in Palazzo Ducale, oltre che la cappella Zen nella basilica di San Marco, tra il 1505 e il 1510.
I due fratelli lavorarono anche nel duomo di Cesena e nella chiesa della Trinità di Crema.
Inoltre, di Giovanni Battista e di suo fratello, si ricordano il monumento Brisighella e il monumento equestre a Giovanni da Prato conservati nella basilica dei Santi Giovanni e Paolo, oltre che le statue e l'altare della cappella di San Luca nella chiesa di San Giobbe, a Venezia.
La documentazione storica oltre che la grande collaborazione svolta nell'arco di tutta la carriera artistica, non consentono una facile distinzione del Bregno dal fratello Lorenzo e difatti non sono molte le opere attribuibili solamente ad uno dei due fratelli.
Però qualche peculiarità e qualche differenza stilistica è rintracciabile nei lavori dei due fratelli: Giovanni Battista evidenziò una maggiore raffinatezza e un gusto più classicheggiante, molto vicino allo stile di Tullio Lombardo.
Giovanni Battista sembra dimostrare una più spiccata personalità rispetto al fratello, occupando un posto di rilievo nella corrente classicista veneziana dei primi decenni del secolo, assieme ai figli di Pietro Lombardo.

## Opere
- Miracoli di sant'Antonio, cappella dell'arca del Santo nella basilica di Sant'Antonio di Padova (1502);
- Profeta, cappella dell'arca del Santo nella basilica di Sant'Antonio di Padova (1503);
- Statue di San Pietro e di Due Angeli oltre al Redentore, nel vestibolo della cappella dell'Annunziata del duomo di Treviso (1506);
- Altare e il pavimento del duomo di Treviso (1510);
- Camini dell'appartamento del doge in Palazzo Ducale (1505-1510);
- Sculture nella cappella Zen nella basilica di San Marco (1505-1510);
- Sculture nel duomo di Cesena e nella chiesa della Trinità di Crema;
- Monumento Brisighella e il monumento equestre a Giovanni da Prato nella basilica dei Santi Giovanni e Paolo a Venezia
- Statue e altare della cappella di San Luca nella chiesa di San Giobbe a Venezia.